# Bobby Clarke

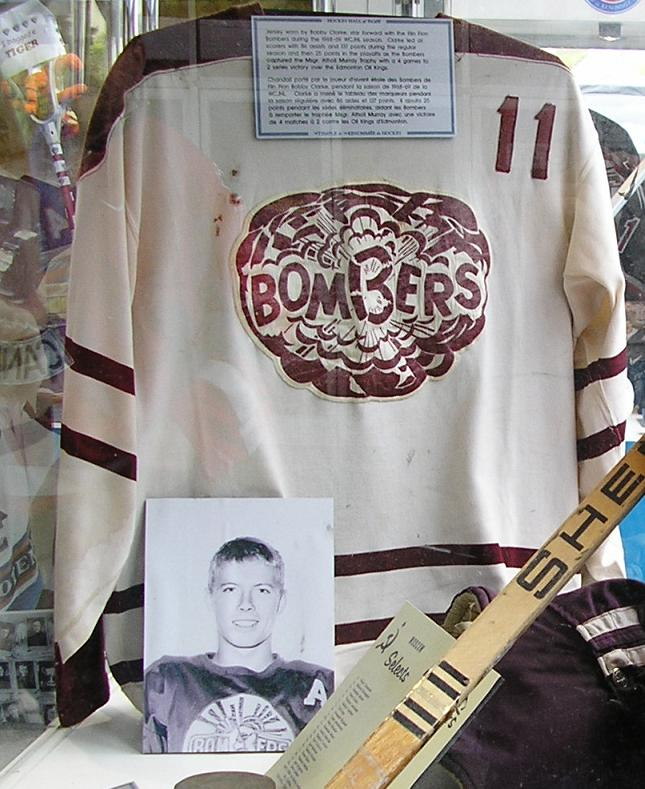
Bobby Clarke:s tröja för Flin Flon Bombers

Robert Earle "Bobby" Clarke, född 13 augusti 1949 i Flin Flon, Manitoba, är en kanadensisk före detta professionell ishockeyspelare. Han spelade 15 säsonger, mellan 1969 och 1984, i NHL med Philadelphia Flyers och vann Stanley Cup två gånger, 1974 och 1975. Han rankas som nummer 23 på The Hockey News topp hundra-lista genom alla tider. Han är även invald i Hockey Hall of Fame. 

## NHL-karriär
Bobby Clarke valdes som nummer 17 i NHL-draften 1969. Både Detroit Red Wings och Montréal Canadiens försökte köpa honom men Flyers ledning vägrade. Clarke debuterade redan följande säsong och gjorde 46 poäng som rookie, vilket även räckte till att få spela All Star-matchen. Efterföljande säsong gjorde han 63 poäng och tog Flyers till slutspel. Hans tredje säsong började dåligt och efter de 31 första matcherna hade han bara gjort 5 mål och 11 assist. Därefter kom han igång och på de avslutande 47 matcherna gjorde han 30 mål och 35 assist vilket gjorde att han var den förste spelaren från Flyers att vinna en trofé, Bill Masterton Memorial Trophy.
Inför säsongen 1972–73 utsågs han 23 år gammal till kapten i Philadelphia Flyers, den yngste kaptenen i NHL:s historia dittills. Clarke hade en väldigt poängrik säsong och han blev den förste som inte spelade för något av NHL:s ursprungliga lag att göra över 100 poäng. Följande säsong ledde han Flyers till seger i Stanley Cup. Säsongen 1974–75 gick ännu bättre: Clarke gjorde 116 poäng och Flyers försvarade sin titel. Nästa säsong satte han sitt poängrekord med 119 poäng. Efter det kom hans poängskörd att långsamt sjunka, men Flyers var fortfarande en ständig kandidat till topplaceringarna och spelade Stanley Cup-final igen 1980. Den säsongen satte klubben ett svårslaget rekord, som fortfarande står sig inom all professionell idrott i Nordamerika. Flyers var obesegrat i 35 matcher på rad. Under den säsongen var inte Clarke kapten längre, han var assisterande tränare och enligt reglerna får inte en person vara både kapten och tränare samtidigt. Sin 1000:e match spelade han mot Pittsburgh Penguins 1982. Men slutet på karriären närmade sig och efter femton säsonger blev han General Manager för sin klubb i maj 1984.

## Internationell karriär
Bobby Clarke har spelat för Kanadas landslag flera gånger, bland annat vid segern i Canada Cup 1976 och VM-bronset 1982. Men hans mest kända internationella matcher är de mot Sovjetunionen. Bobby Clarke "avgjorde" Summit Series 1972 genom att slå en av Sovjets bästa spelare, Valerij Charlamov, med klubban (slashing) över dennes fotled så att han inte kunde fortsätta serien.
Efter sin spelarkarriär har Clarke flera gånger varit General Manager för det kanadensiska landslaget.

## Statistik

### Klubbkarriär
| 1965–66    | Flin Flon Bombers   | SJHL         | 4    | 4   | 3   | 7    | —    | 0    | —   | —  | —  | —   | —   |
| 1966–67    | Flin Flon Bombers   | MJHL         | 45   | 71  | 112 | 183  | —    | 123  | 14  | 10 | 18 | 28  | 51  |
| 1966–67    | Flin Flon Bombers   | Memorial Cup | —    | —   | —   | —    | —    | —    | 6   | 2  | 5  | 7   | 49  |
| 1967–68    | Flin Flon Bombers   | WCHL         | 59   | 51  | 117 | 168  | —    | 148  | 15  | 4  | 10 | 14  | 2   |
| 1968–69    | Flin Flon Bombers   | WCHL         | 58   | 51  | 86  | 137  | —    | 123  | 18  | 9  | 16 | 25  | 0   |
| 1969–70    | Philadelphia Flyers | NHL          | 76   | 15  | 31  | 46   | +1   | 68   | —   | —  | —  | —   | —   |
| 1970–71    | Philadelphia Flyers | NHL          | 77   | 27  | 36  | 63   | +9   | 78   | 4   | 0  | 0  | 0   | 2   |
| 1971–72    | Philadelphia Flyers | NHL          | 78   | 35  | 46  | 81   | +22  | 87   | —   | —  | —  | —   | —   |
| 1972–73    | Philadelphia Flyers | NHL          | 78   | 37  | 67  | 104  | +32  | 80   | 11  | 2  | 6  | 8   | 6   |
| 1973–74    | Philadelphia Flyers | NHL          | 77   | 35  | 52  | 87   | +75  | 113  | 17  | 5  | 11 | 16  | 42  |
| 1974–75    | Philadelphia Flyers | NHL          | 80   | 27  | 89  | 116  | +79  | 125  | 17  | 4  | 12 | 16  | 16  |
| 1975–76    | Philadelphia Flyers | NHL          | 76   | 30  | 89  | 119  | +83  | 136  | 16  | 2  | 14 | 16  | 28  |
| 1976–77    | Philadelphia Flyers | NHL          | 80   | 27  | 63  | 90   | +39  | 71   | 10  | 5  | 5  | 10  | 8   |
| 1977–78    | Philadelphia Flyers | NHL          | 71   | 21  | 68  | 89   | +47  | 83   | 12  | 4  | 7  | 11  | 8   |
| 1978–79    | Philadelphia Flyers | NHL          | 80   | 16  | 57  | 73   | +12  | 68   | 8   | 2  | 4  | 6   | 8   |
| 1979–80    | Philadelphia Flyers | NHL          | 76   | 12  | 57  | 69   | +42  | 65   | 19  | 8  | 12 | 20  | 16  |
| 1980–81    | Philadelphia Flyers | NHL          | 80   | 19  | 46  | 65   | +17  | 140  | 12  | 3  | 3  | 6   | 6   |
| 1981–82    | Philadelphia Flyers | NHL          | 62   | 17  | 46  | 63   | +28  | 154  | 4   | 4  | 2  | 6   | 4   |
| 1982–83    | Philadelphia Flyers | NHL          | 80   | 23  | 62  | 85   | +37  | 115  | 3   | 1  | 0  | 1   | 2   |
| 1983–84    | Philadelphia Flyers | NHL          | 73   | 17  | 43  | 60   | +23  | 70   | 3   | 2  | 1  | 3   | 6   |
| NHL totalt | NHL totalt          | NHL totalt   | 1144 | 358 | 852 | 1210 | +506 | 1453 | 136 | 42 | 77 | 119 | 152 |

### Internationellt
| År     | Lag           | Turnering     |    | Matcher | Mål | Assist | Poäng | Utv |
| ------ | ------------- | ------------- | -- | ------- | --- | ------ | ----- | --- |
| 1972   | Kanada        | Summit Series | 8  | 2       | 4   | 6      | 18    |     |
| 1976   | Kanada        | Canada Cup    | 6  | 1       | 2   | 3      | 0     |     |
| 1979   | NHL All-Stars | Ch-Cup        | 3  | 0       | 1   | 1      | 0     |     |
| 1982   | Kanada        | VM            | 9  | 0       | 1   | 1      | 6     |     |
| Totalt | Totalt        | Totalt        | 26 | 3       | 8   | 11     | 24    |     |